# 大西宇宙
大西 宇宙（おおにし たかおき、1985年10月16日-）は、日本のバリトン歌手。2014年、ジュリアード音楽院大学院（Artistic Diploma）修了。2015年よりシカゴ・リリック・オペラに所属し、アメリカ在住だが、日本でも毎年リサイタルを開催している。

## 概略
ハイ・バリトンとしてモーツァルト、ロッシーニ、ヴェルディなどのオペラを中心に、フランス、ドイツの作品まで広いレパートリーを持つ。エレナ・オブラスツォワに薫陶を受けて始めたロシア歌曲も現在は重要なレパートリーの一つである。他にも英米歌曲やドイツリートを得意とする。これまでに、菊池英美、エレナ・オブラスツォワ、M.レアーレ、横山修司、Dr. Robert C. White Jr.らに師事。
リチャード・ボニングからは「彼は将来を約束された才能の持ち主だ」と評価されているほか、アメリカの雑誌Opera Newsの「次世代期待のオペラ歌手15人」の1人として紹介される。
2017年よりジャパン・アーツ所属。

## 来歴
4歳からピアノを習い、中学・高校では吹奏楽部でチューバを演奏していたが、声楽とは無縁の生活を送っていた。高校2年の冬、吹奏楽部の親友の「楽譜を介さずに表現する歌こそが最高の芸術」という一言でオペラ歌手を目指そうと決意し、高校3年で初めて声楽の先生についてレッスンを始め、中高一貫の進学校から武蔵野音楽大学声楽科に進学した。
財団法人練馬区文化振興協会主催第23回新人演奏会オーディション声楽部門最優秀賞受賞。宮内庁主催の「音楽大学卒業演奏会」にて皇后及び皇太子の前で演奏を披露し、学生代表を務めた。
2008年、第62回全日本学生音楽コンクール声楽部門（大学・一般の部）第一位、第39回イタリア声楽コンコルソミラノ部門金賞およびバリトン特賞（バリトン特賞は大会史上初）を受賞。
武蔵野音楽大学声楽科および大学院を首席で卒業する。
2009年、『第1回ジュリアード音楽院声楽オーディション by IFAC』で最優秀賞を受賞し、ジュリアード音楽院声楽科の一次試験を突破。2011年9月、ジュリアード音楽院声楽科に唯一の日本人として合格し、世界芸術文化振興協会（IFAC）より全額奨学金を得て進学。ジュリアード音楽院のオペラでドン・ジョヴァンニに出演した写真が、2012年ジュリアード音楽院声楽科のパンフレットの表紙になった。
2012年3月、半年の在学期間でジュリアード音楽院在学中の声楽家全66人の中で上位2名だけに与えられる「栄誉者リサイタル」に、日本人で初めて出演。2012年、オペラ・インデックス国際声楽コンクールで、優勝（MAJOR AWARDS）。
2013年、ジュリアード音楽院大学院オペラ専科（Artistic Diploma）進学、ゲルダ・リスナー国際声楽コンクールで優勝（Top Prize）、リチア・アルバネーゼ=プッチーニ国際声楽コンペティション（The Licia Albanese-Puccini Foundation's Annual International-Vocal Competition）で第一位（First Priz） 。
2015年より、シカゴ・リリック・オペラ歌劇場に所属し、数々のオペラに出演している。

## 主なテレビ出演
- 読響プレミア （日本テレビ）2022年12月21日
- NHKニューイヤーオペラコンサート（NHK Eテレ）2022年1月3日、2023年1月3日
- 題名のない音楽会 （ テレビ朝日） 2023年7月22日、2023年11月18日
- 出典[15][16]